# كارل العاشر غوستاف
كارل العاشر (Karl X Gustav؛ 13 فبراير 1660 - 8 نوفمبر 1622)؛ ملك السويد في الفترة من 1654 حتى وفاته. نجل يوهان كازيمير، كونت بالاتينات كليبورغ وكتارينا السويدية. بعد وفاة والده خلفه أيضاً ككونت بالاتينات. تزوج من هيدفيغ إليونورا من هولشتاين-غوتورب التي أنجبت ابنه وخليفته كارل الحادي عشر. وكارل العاشر غوستاف هو ثاني ملوك السويد من آل فيتلسباخ بعد وفاة الملك كريستوفر البافاري دون ذرية (1441-1448)؛ وكان أول ملوك الحقبة الكارولية السويدية التي بلغت ذروتها في نهاية عهد ابنه كارل الحادي عشر. بعد سلفه كرستينا اعتبر بحكم الواقع دوق أولند قبل صعود العرش السويدي.
يعود ترقيم كارل غوستاف بالعاشر إلى القرن السادس عشر. فقد اختار الملك السويدي كارل التاسع (1604-1611) ترقيم اسمه الملكي في بعد دراسته لتاريخ خرافي للسويد. فترتيب هذا الملك هو الرابع فعلياً ممن يحملون اسم كارل، لكنه لم يدع أبداً بكارل الرابع.

## روابط خارجية
- كارل العاشر غوستاف على موقع الموسوعة البريطانية (الإنجليزية)